# روجر وانغ
روجر وانغ (بالصينية: 王恒) هو رائد أعمال صيني، ولد في 1948 في الصين.